# Sexårsgärd
Sexårsgärd, även kallad Peterspenning eller Viennetionde, var en påvlig korstågsskatt (korstågstionde) som utgick ur kyrkornas samtliga inkomster. 
Den påbjöds av påven Clemens V under konciliet i Vienne 1312 för att finansiera ett nytt korståg till det heliga landet efter misslyckandet i det åttonde korståget 1269–1270. Korstågsskatten upptogs under åren 1314–1319 varför den kallas sexårsgärd. Då Sverige var katolskt under medeltiden var korstågstionde en återkommande pålaga för kyrkorna. Sexårsgärden utlystes i Sverige av ärkebiskop Olof Björnsson i Uppsala 1314 i ett dokument som innefattar den äldsta kända förteckningen över landskapsnamn upp till Ångermanland och socknar upp till Umeå  och Bygdeå socknar.